# The Girl Philippa
The Girl Philippa è un film del 1916 diretto da S. Rankin Drew e interpretato da Anita Stewart. Tratto dal romanzo My Girl Philippa (1916) di Robert W. Chambers, il film fu presentato in prima il 31 dicembre 1916 a New York.

## Trama
La storia è ambientata ai primi del Novecento. La piccola Philippa, principessa di uno Stato balcanico, viene rapita e portata in Francia dai suoi rapitori. Cresce in un ambiente miserabile, in mezzo a loschi figuri, spie e malfattori. La guerra si avvicina. Philippa ormai è diventata una giovinetta: conosce e si innamora di un artista americano che vive nella capitale francese. Costui l'aiuterà, quando la ragazza scopre la sua vera identità, a fuggire e a ritornare in patria.

## Produzione
Il film fu prodotto dalla Vitagraph Company of America.

## Distribuzione
Distribuito dalla Greater Vitagraph (V-L-S-E), il film venne presentato in anteprima a New York l'ultimo giorno del 1916, il 31 dicembre. Uscì poi nelle sale statunitensi il 21 gennaio 1917.

### Data di uscita
IMDb
- USA	31 dicembre 1916	Première (New York City, New York)
- USA	21 gennaio 1917